# Spadaj, tato
Spadaj, tato (ang. That’s My Boy) – amerykańska komedia z 2012 roku w reżyserii Seana Andersa i Johna Morrisa. Wyprodukowany przez Columbia Pictures.
Światowa premiera filmu miała miejsce 15 czerwca 2012 roku, natomiast w Polsce odbyła się 17 sierpnia 2012 roku.

## Opis fabuły
14 letni Donny Berger (Adam Sandler) spotyka dziewczynę swoich marzeń. Problem w tym, że jest ona jego nauczycielką. Romans z nieletnim kończy się dla niej katastrofą – kobieta trafia do więzienia, a Donny zostaje sam wraz z owocem ich miłości – Toddem. Stara się być dobrym ojcem, jednak jest kompletnie nieprzygotowany do tej roli. Mija 27 lat. Todd (Andy Samberg) odnosi wielkie sukcesy na Wall Street, wkrótce zamierza ożenić się z piękną Jamie (Leighton Meester) i od 9 lat nie utrzymuje kontaktów ze swoim tatą. W tym samym czasie Donny wpada w wielkie tarapaty – ma olbrzymie zaległości podatkowe, za które grozi mu kilka lat więzienia. Przypadkowo dowiaduje się o ślubie syna i postanawia odnowić z nim kontakt, licząc, że wesprze go finansowo. W willi Todda pojawia się akurat w przededniu wielkiej ceremonii. Z charakterystycznym dla siebie brakiem taktu wprasza się na elegancki wieczór kawalerski. Od tego momentu wypadki potoczą się lawinowo, zaś spotkanie z dawno niewidzianym ojcem wywróci uporządkowane i nieco monotonne życie Todda, Jamie oraz ich przyaciół do góry nogami. Czy Donny'emu ostatecznie uda się uniknąć więzienia i przy okazji odzyskać zaufanie syna?

## Obsada
- Adam Sandler – Donny Berger
- Andy Samberg – Han Solo Berger/Todd Peterson
- Leighton Meester – Jamie
- Eva Amurri/Susan Sarandon – Mary McGarricle
- Ciara – Brie
- Vanilla Ice – on sam
- Milo Ventimiglia – Chad
- Rex Ryan – Jim Nance
- Luenell – Champale
- Peggy Stewart – babcia Delores
- Tony Orlando – Steve Spirou
- James Caan – ojciec McNally
- Dan Patrick – Randall Morgan
- Will Forte – Phil
- Rachel Dratch – żona Phila
- Blake Clark – Gerald
- Nick Swardson – Kenny
- Ana Gasteyer – panna Ravensdale
- Todd Bridges – on sam
- Jackie Sandler – Masseuse
- Brad Grunberg – Tubby Tuke

## Wydanie filmu

### Odbiór

#### Box office
Budżet filmu szacowany jest na 70 mln USD. Zarobił na całym świecie ponad 57 mln USD. W porównaniu z budżetem, film był krytyczną i finansową porażką.

#### Krytyka w mediach
Film otrzymał głównie negatywne recenzje od krytyków. W serwisie Rotten Tomatoes został oceniony na 20% ze 115 recenzji, średnia ocen wynosiła 3,80. Natomiast w Metacritic otrzymał ocenę 31 z recenzji 27 krytyków. Krytycy CinemaScore ocenili film na „B–”.

### Wydanie home media
Film został wydany 16 października 2012 roku na płyty DVD i Blu-ray przez Sony Pictures Home Entertainment.

## Produkcja filmu
Film miał początkowo nosić tytuł I Hate You, Dad, następnie zmieniono tytuł na Donny's Boy, ostatecznie nazwano film That's My Boy. Filmowanie rozpoczęło się 2 maja 2011 roku, zakończyło się 15 lipca tego samego roku.
Zdjęcia do filmu realizowane były na terenie amerykańskich stanów Massachusetts i Kalifornia (studio).